# Žarko Puhovski
Žarko Puhovski (Zagreb, 15. prosinca 1946.), politolog, filozof, politički analitičar i javni zagovarač REKOM-a u Hrvatskoj.

## Životopis
Žarko Puhovski studirao je fiziku na Prirodoslovno - matematičkom fakultetu u Zagrebu i zatim filozofiju na Sveučilištu u Frankfurtu. Diplomirao je politologiju na Fakultetu političkih znanosti u Zagrebu. Od 1973. do 1976. radio je kao asistent na Institutu za filozofiju. Od 1976. do umirovljenja 2012. radio je kao sveučilišni profesor na odsjeku za filozofiju Filozofskog fakulteta u Zagrebu. Od 2013. radi kao predavač na Veleučilištu VERN. Bio je član i prvi ravnatelj instituta Otvoreno društvo Hrvatska. Od 2000. do 2008. bio je član Hrvatskog helsinškog odbora. Od 2011. godine, javni je zagovarač REKOM-a u Hrvatskoj.

## Kontroverze
Za vrijeme Hrvatskog proljeća Puhovski je spadao u frakciju ondašnjih studenata koja se protivila reformskoj struji i branila jugoslavenski unitarizam. Nakon sloma Hrvatskog proljeća bio je svjedok optužbe na montiranom procesu protiv reformistički orijentiranih studenata Zagrebačkog sveučilišta među kojima su bili Ivan Zvonimir Čičak i Dražen Budiša. Jedan je od osnivača i članova Udruženja za jugoslavensku demokratsku inicijativu (UJDI), ekstremno lijeve političke stranke koja je htjela očuvati SFR Jugoslaviju od raspada unutarnjom reformom. U svojoj knjizi Socijalistička konstrukcija zbilje, relativizira pravo republika SFR Jugoslavije na otcjepljenje i neovisnost.
Tijekom raspada Jugoslavije, zagovarao je tezu o dogovorenoj podjeli Bosne i Hercegovine između Hrvatske i Srbije koja u sebi uključuje etničko čišćenje Bošnjaka iz pripojenih područja s prešutnim pristankom međunarodne zajednice. Tvrdi da je jedan od ciljeva vojne operacije Oluja bilo etničko čišćenje hrvatskih Srba dogovoreno između Tuđmana i Miloševića. Bio je svjedok tužiteljstva Haškog tribunala u sudskom procesu protiv generala Ante Gotovine, generala Mladena Markača i generala Ivana Čermaka u kojem je htio tu svoju tezu o Oluji dokazati. Njegova knjiga "Vojna operacija Oluja i poslije" koja govori o broju žrtava počinjenih u operaciji Oluja odbačena je od strane raspravnog vijeća jer je utvrđeno da se na popisu nalaze i osobe koje su žive, koje su umrle u bolnicama i sl.
Negira da su komunisti ikada počinili genocid. Izjavio je da je u ime kršćanstva ubijeno najviše ljudi u zabilježenoj povijesti. Na okruglom stolu u srpnju 2012. izjavio je: da je na Bleiburgu počinjen zločin te da bi, po njegovu mišljenju, na taj dan trebalo dopustiti ustaške odore jer su ustaše na Bleiburgu bili žrtva. Smatra da se komunističku crvenu zvijezdu ne smije zakonski zabraniti jer je donijela napredak i dobre ideje.

## Zanimljivosti
Za vrijeme Drugoga svjetskog rata, Božidar Puhovski, otac Žarka Puhovskog, i Đuro Puhovski, njegov stric, zbog pomaganja komunističko-partizanskom pokretu, bili su zatočenici sabirnog logora Jasenovac. Obojica su kasnije amnestirani i pušteni. Božidar Puhovski pušten je 10. travnja 1944. godine, na treću obljetnicu uspostave Nezavisne Države Hrvatske, a Đuro Puhovski na Božić iste godine.

## Osobni život
Po majci židovskog podrijetla. Ima mlađeg brata redatelja Nenada Puhovskog. Bio je u braku s filozofkinjom i feministkinjom Nadeždom Čačinovič s kojom ima kćer.

## Vanjske poveznice
- Web stranica na Odsjeku za filozofiju Filozofskog fakulteta u Zagrebu